# Motril Club de Fútbol
Maillots
Le Motril Club de Futbol est un club de football espagnol basé à Motril en Andalousie. Il est fondé en 1984 et disparaît en 2012.

## Histoire
Le Motril CF est fondé en 1984 après la disparition du Club Deportivo Motril. Le club atteint la Segunda División B (troisième niveau) en 1997. Il reste six ans et rate la promotion en Segunda División en finissant deuxième de son groupe d'accession en 2002. La saison suivante se termine par une relégation à l'étage inférieure. 
Entre les années 2003 et 2012, le CF Motril dispute cinq fois les barrages accession en Segunda División B, mais ne réussit pas à remonter. En 2012, le club disparait pour cause de problèmes financiers.

## Bilan saison par saison
| Saison    | Division                     | Place | Copa del Rey  |
| --------- | ---------------------------- | ----- | ------------- |
| 1984-1985 | Primera Categoría Provincial | 5e    |               |
| 1985-1986 | Regional Preferente          | 4e    |               |
| 1986-1987 | Regional Preferente          | 3e    |               |
| 1987-1988 | Regional Preferente          | 1er   |               |
| 1988-1989 | Tercera División             | 7e    |               |
| 1989-1990 | Tercera División             | 9e    |               |
| 1990-1991 | Tercera División             | 5e    |               |
| 1991-1992 | Tercera División             | 8e    |               |
| 1992-1993 | Tercera División             | 19e   |               |
| 1993-1994 | Regional Preferente          | 3e    |               |
| 1994-1995 | Regional Preferente          | 1er   |               |
| 1995-1996 | Tercera División             | 4e    |               |
| 1996-1997 | Tercera División             | 1er   |               |
| 1997-1998 | Segunda División B           | 16e   | 1er tour      |
| 1998-1999 | Segunda División B           | 10e   |               |
| 1999-2000 | Segunda División B           | 10e   |               |
| 2000-2001 | Segunda División B           | 15e   |               |
| 2001-2002 | Segunda División B           | 1     |               |
| 2002-2003 | Segunda División B           | 20e   | 32e de finale |
| 2003-2004 | Tercera División             | 2e    |               |
| 2004-2005 | Tercera División             | 8e    |               |
| 2005-2006 | Tercera División             | 3e    |               |
| 2006-2007 | Tercera División             | 4e    |               |
| 2007-2008 | Tercera División             | 9e    |               |
| 2008-2009 | Tercera División             | 3e    |               |
| 2009-2010 | Tercera División             | 2e    |               |
| 2010-2011 | Tercera División             | 8e    |               |
| 2011-2012 | Tercera División             | 15e   |               |

- 6 saisons en Segunda División B (D3)
- 16 saison en Tercera División (D4)
- 5 saison en Regional Preferente (D5)
- 1 saison en Primera Categoría Provincial (D6)